# Göttliches Recht
Als göttliches Recht (lateinisch ius divinum) werden Rechtsnormen bezeichnet, die nach Ansicht der eine Rechtsordnung beherrschenden Religion auf Rechtssetzungen Gottes oder einer göttlichen Instanz zurückführbar sind (etwa auf die Zehn Gebote) und die daher unabänderlich gelten. Göttliches Recht gehört zum überpositiven Recht (Naturrecht) und wurde lange mit diesem gleichgesetzt.

## Rechtsphilosophie
Vorstellungen einer überpositiven Normsetzung gibt es schon in der griechischen Antike. Bereits damals wurden besonders grundlegende oder staatstragende Gesetze auch unter Hinweis auf ihre religiöse Natur oder ihren göttlichen Ursprung verteidigt. In den christlich geprägten Gesellschaftsordnungen des europäischen Mittelalters wurde zwischen Naturrecht und göttlichem Recht prinzipiell kein Unterschied gemacht, da der Geltungsanspruch des Christentums als der religiösen Grundlage des Gemeinwesens nicht in Frage stand. Allerdings spielte die Frage einer theoretischen Begründung von Rechtsnormen in der mittelalterlichen Gedankenwelt ohnehin keine große Rolle, da das Setzen von Recht grundsätzlich als persönlicher Gnadenakt einer Autorität (Gott oder der Fürst) begriffen wurde, die einer Rechtfertigung nicht bedurfte. Erst in der neuzeitlichen Debatte um die Legitimation des Rechts und die Herleitung bestehender Gesetze spielte der Rekurs auf natürliches und göttliches Recht wieder eine gewichtige Rolle. Im Zuge der Aufklärung und Säkularisierung erschienen reine Ius-Divinum-Argumente zunehmend fragwürdig und man begann, das Naturrecht von der religiös-theologischen Basis zu lösen.
Dem Naturrecht und damit auch dem göttlichen Recht gegenübergestellt wird das positive Recht, also das bloß von Menschen gesetzte Recht, das all jene Rechtsvorschriften umfasst, die nach Zweckmäßigkeitsgesichtspunkten im Hinblick auf die sich wandelnden Bedürfnisse der menschlichen Gesellschaft erlassen und von Zeit zu Zeit wieder geändert werden können.
Die Bereiche waren allerdings niemals völlig klar voneinander abzugrenzen. Wenn es darum ging, tradierte Rechtsnormen zu begründen, waren in der rechtsphilosophischen Debatte auch konkurrierende Rechtsbegründungen durchaus möglich. Als genuiner Anwendungsbereich göttlichen Rechts wurde bis in die jüngere Vergangenheit hinein insbesondere das Ehe- und Familienrecht betrachtet (z. B. Ehehindernisse). Heute herrscht die Überzeugung von der grundsätzlichen Wandelbarkeit des Rechts vor. Auf religiöse Normbegründungen wird in säkularen Rechtsordnungen in der Regel verzichtet. Die Frage, ob und inwieweit auf einen Gottesbezug des Rechts ganz verzichtet werden soll oder kann, wird aber auch heute unterschiedlich beantwortet und war erst jüngst bei der Diskussion über die europäische Verfassung ein umstrittenes Thema. Nach herrschender Meinung ist die Berufung auf Gott in der Präambel des deutschen Grundgesetzes allerdings nicht etwa als theologische Verfassungskomponente aufzufassen, sondern im Wesentlichen als eine Berufung auf das Naturrecht.

## Judentum
Die Halacha ist der rechtliche Teil der Überlieferung des Judentums. Sie zielt auf Verhaltensregeln, die das gesamte Leben der Gläubigen betreffen. Die Halacha ist in der Mischna, dem Kernstück des Talmuds, niedergelegt und wird in der Gemara weiter erläutert und ausgeführt. Der Ursprung der Halacha wird nach der jüdischen Tradition auf das dem Mosche am Berg Sinai geoffenbarte Wort Gottes zurückgeführt.

## Christentum

### Römisch-katholische Kirche
Seit dem 11. Jahrhundert unterscheidet man nicht nur zwischen „weltlichem“ und Kirchenrecht, sondern auch innerhalb des Kirchenrechts zwischen veränderbaren und unveränderlichen Rechtssätzen. So unterscheidet auch das kanonische Recht der römisch-katholischen Kirche streng zwischen ius divinum, dem göttlichen Recht (vgl. c. 22, 24 § 1, 98 § 1 CIC), und ius mere ecclesiasticum, also dem rein kirchlichen (menschengemachten) Recht. Als ius divinum wird das Recht betrachtet, das sich (nach lehramtlicher Auslegung) unmittelbar auf den Willen Gottes zurückführen lässt. Es gilt als vorgegeben, überzeitlich und dem übrigen kirchlichen Recht übergeordnet. Göttliches Recht kann demzufolge vom kirchlichen Gesetzgeber nicht geändert oder aufgehoben werden. Auch eine Dispensierung ist nur vom rein kirchlichen Recht möglich.
Das göttliche Recht (ius divinum) wird unterteilt (vgl. z. B. c. 199 CIC) in:
- positiv-göttliches Recht (ius divinum positivum) (Offenbarungsrecht)
- natürliches göttliches Recht (ius divinum naturale) (auch: ius naturale), (Naturrecht).

Das Offenbarungsrecht kann unmittelbar der Offenbarung entnommen werden. Als Offenbarungsrecht im engeren Sinn gilt nur das göttliche Recht, das „nur im Glauben erkennbar“ ist – und daher auch nur Gläubige verpflichten kann. 
Die Normen des Naturrechts gründen in der göttlichen Schöpfungsordnung und können nach dem Verständnis der katholischen Kirche mit den Mitteln der Vernunft erkannt werden, insbesondere aus den Hinordnungen (inclinationes) der menschlichen Natur – und gelten auch für Nichtgläubige. Siehe auch Vernunftrecht.
„Göttliches und menschliches Recht bilden eine einheitliche Rechtsordnung.“ Das göttliche Recht hat Vorrang vor dem menschlichen Recht. Es muss zwischen der göttlichen Anordnung und der rechtlichen Regelung unterschieden werden. 
Was im Einzelnen göttlichen oder nur kirchlichen Rechts ist, ist zum Teil streitig. Dazu verhält sich der Corpus Iuris Canonici zurückhaltend. Man kann positive, negative und umstrittene Kandidaten unterscheiden:
positive Kandidaten
Als unveränderliche, dem Willen des menschlichen Gesetzgebers entzogene Rechtstatsachen gelten unter anderem:
- der päpstliche Primat
- die Unterscheidung der Gläubigen in Kleriker und Laien (c. 207 § 1 CIC)
- die Sakramente, auch das Weihesakrament[5]
- das Recht der Gläubigen auf den Empfang der Sakramente (c. 213 CIC)
- die Gleichheit der Würde aller Gläubigen (c. 208 CIC)
- die hierarchische Leitungsstruktur der Kirche[6]
- die Unauflöslichkeit gültiger und vollzogener Ehen (c. 1141 CIC)
- die Verpflichtung zur Buße (c. 1249 CIC)

umstrittene Kandidaten
- Umstritten ist, ob Frauen kraft göttlichen Rechts vom Priesteramt ausgeschlossen sind.[7]

negative Kandidaten
- Allgemein wird angenommen, dass der Zölibat der Priester nicht göttlichen Rechts ist.[8]

### Evangelische Kirchen
Die evangelischen Kirchenordnungen kennen kein ius divinum. Im Anschluss an Erik Wolf hat sich aber das Konzept der sogenannten „biblischen Weisungen“ entwickelt. Darunter versteht man aus der Bibel abzuleitende Grundprinzipien, die „nicht selbst Rechtssätze [sind], sondern grenzsetzende und ausrichtende Weisungen.“ Hierzu rechnet Wolf unter anderem die „Bruderschaft“ der Gläubigen, den diakonischen Auftrag der Gemeinde, den Taufbefehl als missionarischen Auftrag und den Gemeinschaftsakt des Abendmahls.

## Islam
Die Schari'a ist das religiös legitimierte Rechtssystem des Islams. Der Begriff Fiqh bezeichnet islamische Jurisprudenz.